# Прибалтийская площадь

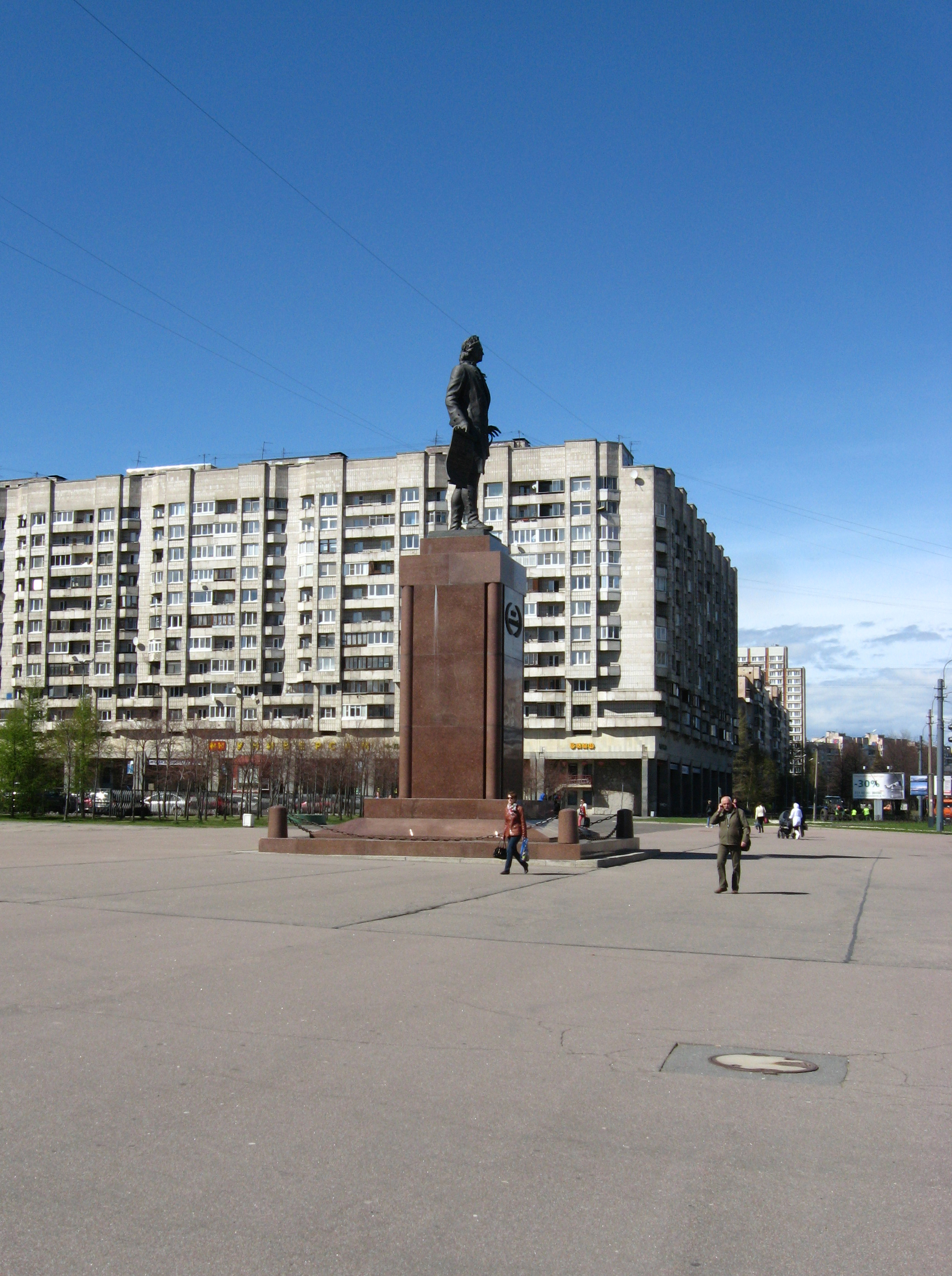
Вид на памятник Петру I

Прибалти́йская пло́щадь  — площадь в Василеостровском районе Санкт-Петербурга. Находится между Шкиперским протоком, улицей Кораблестроителей и Морской набережной.

## Наименование
Название Прибалтийская площадь дано 17 июня 1982 года по местонахождению (в доме 14 по улице Кораблестроителей) гостиницы «Прибалтийская».

## Достопримечательности

### Гостиница «Прибалтийская»(улица Кораблестроителей, дом 14)
Гостиница «Прибалтийская». 16-этажная гостиница построена в 1976—1978 годах по проекту архитекторов Н. Н. Баранова, С. И. Евдокимова, В. И. Ковалевой, шведской строительной фирмой «АВ Сканска цементгьютериет». В плане напоминает букву «Н», крылья боковых корпусов слегка раздвинуты, стены облицованы анодированным металлом. С 2007 года «Прибалтийская» стала частью Rezidor Hotel Group и стала называться Park Inn by Radisson Прибалтийская 4*.
Перед главным фасадом гостиницы в 1983 году установлена бронзовая скульптурная группа «Создатели флота в России» по модели скульптора Э. М. Агаяна, архитектурное решение архитектора Н. Н. Баранова.

### ПамятникПетру I
Памятник Петру I установлен на площади в 2006 году. Бронзовая полнофигурная скульптура высотой 5,6 м является даром городу скульптора З. К. Церетели, архитекторы Ф. К. Романовский и А. П. Чернов.